# Castell de Grevalosa
Castell de Grevalosa és una obra del municipi de Castellfollit del Boix (Bages) declarada bé cultural d'interès nacional.

## Història
El castell de Grevalosa apareix documentat per primera vegada l'any 990. L'any 1063 Bernat Otger de Castellet el vengué al comte Ramon Berenguer I. L'any 1319 apareix com a senyor del castell Ramon de Malta que ordena vendre el castell a institucions religioses; ho va comprar l'Almoina de la Seu de Barcelona i l'any 1394 Joan I va comprar la jurisdicció del castell. Dintre del castell es va crear el priorat de Sant Pere del Mont, depenent del monestir de la Portella.